# Verrière occidentale de la cathédrale de Metz

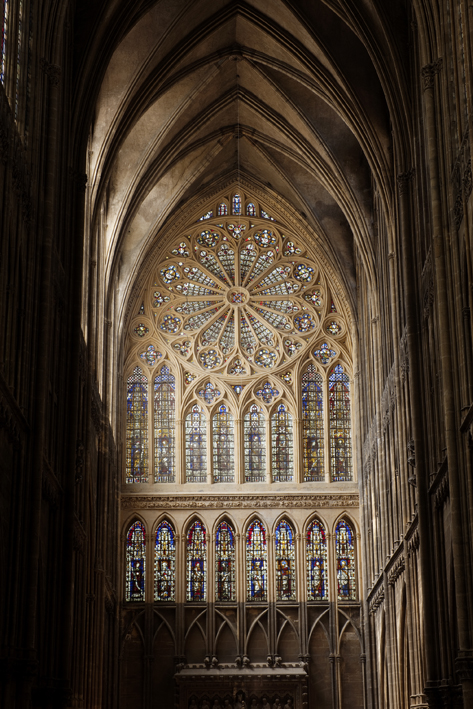
Le "mur vitré" de Hermann de Münster, façade ouest.

La verrière occidentale de la cathédrale de Metz occupe les deux tiers supérieurs de la façade de la cathédrale Saint-Étienne de Metz, au-dessus du portail principal. Composée d’une grande rosace et de baies lancéolées, elle fut créée en 1384 par le maître-verrier Hermann de Münster (c.1330-1392).
La verrière occupait autrefois toute la hauteur de la façade occidentale de la cathédrale à l'image des verrières du transept, mais la partie inférieure a été obstruée en 1764 pour la construction du premier grand portail de Jacques-François Blondel. La verrière a subi de très nombreuses restaurations. Une inscription rappelle celle de l'atelier Bouché, de Munich, en 1909-1910. L'ensemble de la verrière a été classé au titre d'objet le 16 février 1930.

## Programme iconographique
La verrière a des proportions monumentales. Haute de vingt-huit mètres, elle est large de treize mètres. Sa rosace est du type de la « Rota », une rose à composition radiale de onze mètres de diamètre. Son œil quadrilobé est entouré de seize quartiers trilobés au premier rang, de huit quadrilobes et huit trilobes alternés au second rang. Un écoinçon à cinq ajours complète le tympan. Sous la rose, quatre quadrilobes et sept écoinçons assurent la jonction avec le registre supérieur formé de huit lancettes trilobées. Le registre inférieur présente huit lancettes lancéolées. Les barlotières utilisées sont orthogonales, type d’assemblage commun depuis le XIIe siècle.
Le programme iconographique est cohérent. Il se développe autour de la concordance entre les articles du Symbole des apôtres et leur préfiguration dans l’Ancien Testament. L’œil de la rose présente une étoile blanche et or à huit branches, sur un fond bleu, entouré de quatre lobes rouges. Chaque quartier de la rose présente cinq cercles concentriques d’étoiles et deux fleurs de lys d’or stylisées vers le centre donnant un effet dynamique centripète à la composition. De petits compartiments ornés d’étoiles séparent des trilobes à fond rouge et des quadrilobes à fond bleu. Ces derniers contiennent seize anges représentés à mi-corps et tournés vers le centre dans des médaillons circulaires. Leur chevelure est blonde, leurs ailes blanches et or, et leurs nimbes dorés ou bleus. Les anges des quadrilobes tiennent le livre des évangiles. Tous lèvent une main vers la Crucifixion de l’écoinçon supérieur.

## Registre sommital

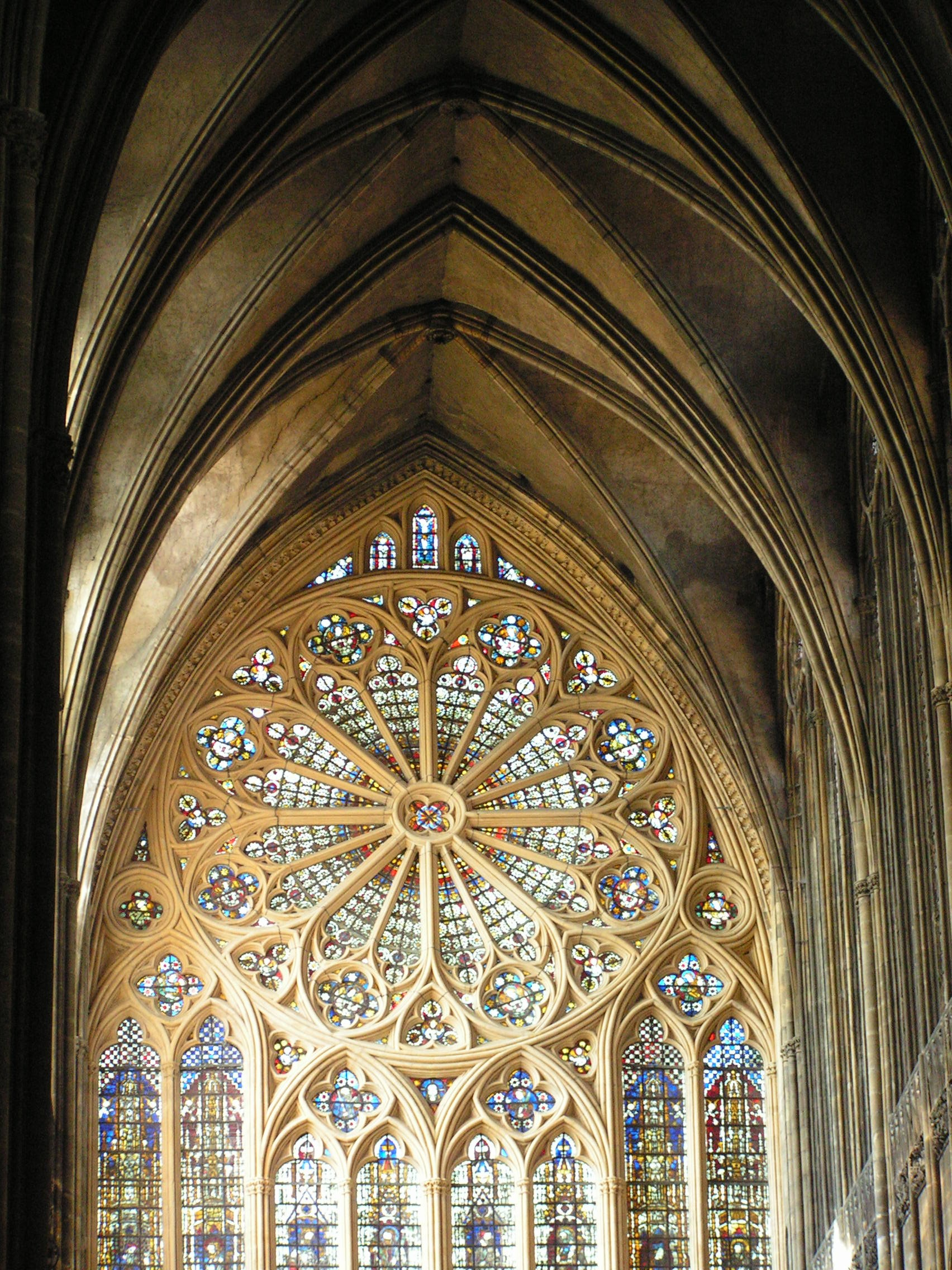
La Grande rose de la cathédrale

La scène de la Crucifixion se développe sur les cinq ajours au sommet de la verrière. Au centre, nous trouvons le Christ en croix, encadré par la Vierge Marie à gauche, par saint Jean l’Évangéliste à droite, et par deux anges thuriféraires aux extrémités. Sous la rose, quatre quadrilobes à fond bleu et sept écoinçons à fond rouge assurent la liaison avec la partie inférieure. Le visage du Christ, ceint d’un nimbe crucifère bleu, apparaît dans l’écoinçon central, entouré par trois lettres majuscules gothiques : F.H.S, vraisemblablement pour F(ilius) H(ominis) S(alvator). De part et d’autre, saint Pierre et saint Paul, portant son épée, sont présents dans les quadrilobes inférieurs. Légèrement au-dessus, deux anges pointent leur index vers la Crucifixion, dans de petits compartiments trilobés. Enfin, les quadrilobes restants et les écoinçons extrêmes abritent six anges musiciens. À droite, nous trouvons un joueur de harpe, et deux joueurs de luth, à gauche, le premier tient la soufflerie d’un orgue portatif, le suivant une vielle à archet, le dernier un psaltérion. Ces instruments, communs à la musique profane et religieuse, sont souvent représentés pour évoquer la musique céleste, la tradition médiévale se référant à David pour justifier leur usage liturgique.

## Registre supérieur

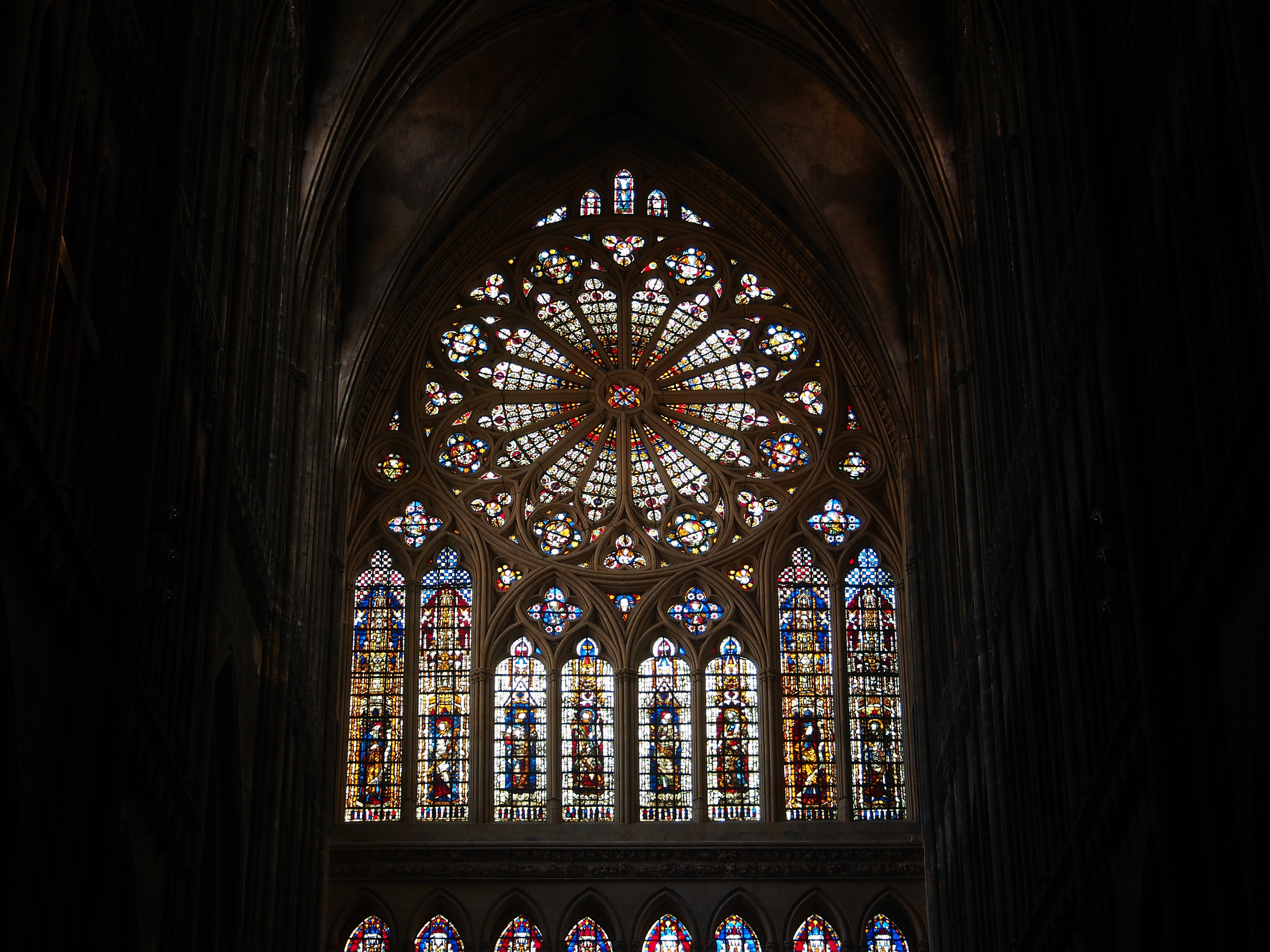
Lancettes de la verrière

Les baies du registre supérieur sont plus élevées aux extrémités. Hautes de 6,55 mètres au centre, elles mesurent 9,20 mètres sur les côtés. Les figures ont toutes la même taille, seule la place occupée par l’architecture varie : elle occupe la moitié de la surface vitrée dans les baies extrêmes. De plus, à hauteur des redents, des motifs réticulés rouge-blanc et bleu-blanc complètent ces vitraux. Les quatre personnages latéraux ont un fond réticulé de ce type. Leurs dais architecturaux, à colonne, tourelles et pinacles, sont richement décorés. Des niches y sont animées de figures de saints, d’hommes en armes, de musiciens : à côté d’un page vielleur, sainte Barbe, saint Étienne, et sainte Cécile sont identifiés. Des anges, munis d’encensoirs, voltigent autour des pinacles. De nouveau, les personnages reposent sur des socles en perspective où sont inscrits leurs noms. Ces socles sont plus hauts dans la partie centrale, pour atténuer la sensation d’écrasement.
- Le premier personnage de gauche du registre supérieur, portant la mention « Sapiens vel Philo », serait le philosophe Philon d’Alexandrie, à qui était attribué le Livre de la sagesse. Portant un bonnet bleu à revers rouge, le vieil homme à barbe blanche se détache sur un fond de mosaïque rouge et vert. Sa robe damassée d’or est couverte par un manteau bleu, de la couleur de ses chausses. Le phylactère déroulé indique : « Spiritus Domini replevit orbem terrarum » [Sagesse, I, 7].
- « S.Bartholomeus », l’apôtre saint Barthélémy, lui fait face. Son visage lumineux, encadré par une barbe et des cheveux blonds, est ceint d’un nimbe rouge. Portant un manteau blanc à revers bleu sur une robe rouge, le saint se détache sur un fond réticulé bleu et or. Il tient dans la main droite un couteau rappelant son martyre, et dans la gauche un livre à reliure rouge. Son phylactère porte cette devise : « Credo in Spiritum Sanctum » [8e article du Symbole].
- La silhouette couronnée du troisième personnage, « David propheta », se détache sur un fond bleu uni. Le roi David, à la barbe et aux cheveux blonds bouclés, porte une courte tunique à dessins cruciformes, sur une longue robe rouge, bordée d’un galon d’or. Indiquant la scène de crucifixion de la main droite, il retient de la gauche un phylactère où est inscrit : « Dixit Dominus ad me: Filius meus es tu ego hodie genuit » [Psaume II, 7].
- L’apôtre saint André, « Andreas apostolus », se tourne vers le roi David, sur un fond rouge. Un nimbe bleu auréole ses cheveux blonds. Enveloppé dans un manteau blanc, sur une robe rouge, le frère de saint Pierre porte une croix de Saint-André de couleur verte. Sa banderole indique : « Et in Jesum Christum filius eius unicum Dominum Nostrum » [2e article du Symbole].
- Le cinquième personnage, « Ysaias propheta », se détache d’un fond bleu uni. Le prophète, à la barbe dorée, porte un bonnet rouge. Sa robe verte, brodée de petits dessins ronds, est couverte par un long manteau blanc. Isaïe, le bras gauche ramené sur la poitrine, tient avec l’autre bras un phylactère portant la mention : « Ecce virgo concipiet et pariet filium et vocabitur » [Isaïe VII, 14].
- Saint Jacques le Mineur, « Jacobus minor », lui fait face, sur un fond rouge. Son nimbe doré entoure des cheveux et une barbe de couleur verdâtre. Le premier évêque de l’église porte un manteau blanc à revers doré, sur une robe bleue. Il tient d’une main le bâton de foulon avec lequel il fut martyrisé, et de l’autre un livre à reliure rouge. L’inscription de son phylactère précise : « Qui conceptus est de Spiritu sancto natus ex Maria virgine » [4e article du Symbole].
- Le personnage suivant, désigné par « Junior Macchabeorum », n’est autre que le cadet des frères Maccabée. Le jeune homme de l’Ancien Testament, blond et imberbe, se détache sur un fond rouge. Coiffé d’un bonnet bleu, de la couleur de sa robe, il est enveloppé dans un manteau d’or à revers rouge, qu’il retient de la main droite. À sa gauche, l’inscription confirme son identité : « Fratres mei modico nunc dolore sustentato sub testamento vite aeterne sunt » (II Maccabées VII, 36).
- Le dernier personnage du registre supérieur, « Mathias apostolus », se détache sur un fond mosaïqué bleu et or. L’apôtre Mathias, qui remplaça Judas Iscariote après sa mort, est représenté sous les traits d’un vieil homme portant un nimbe doré. Il est drapé d’un manteau blanc à doublure bleue, porté sur une robe rouge parsemée de feuilles d’acanthe et de rosettes, et semble s’appuyer sur sa lance. Son phylactère porte cette citation : « Et vitam aeternam amen » [12e article du Symbole].

## Registre intermédiaire

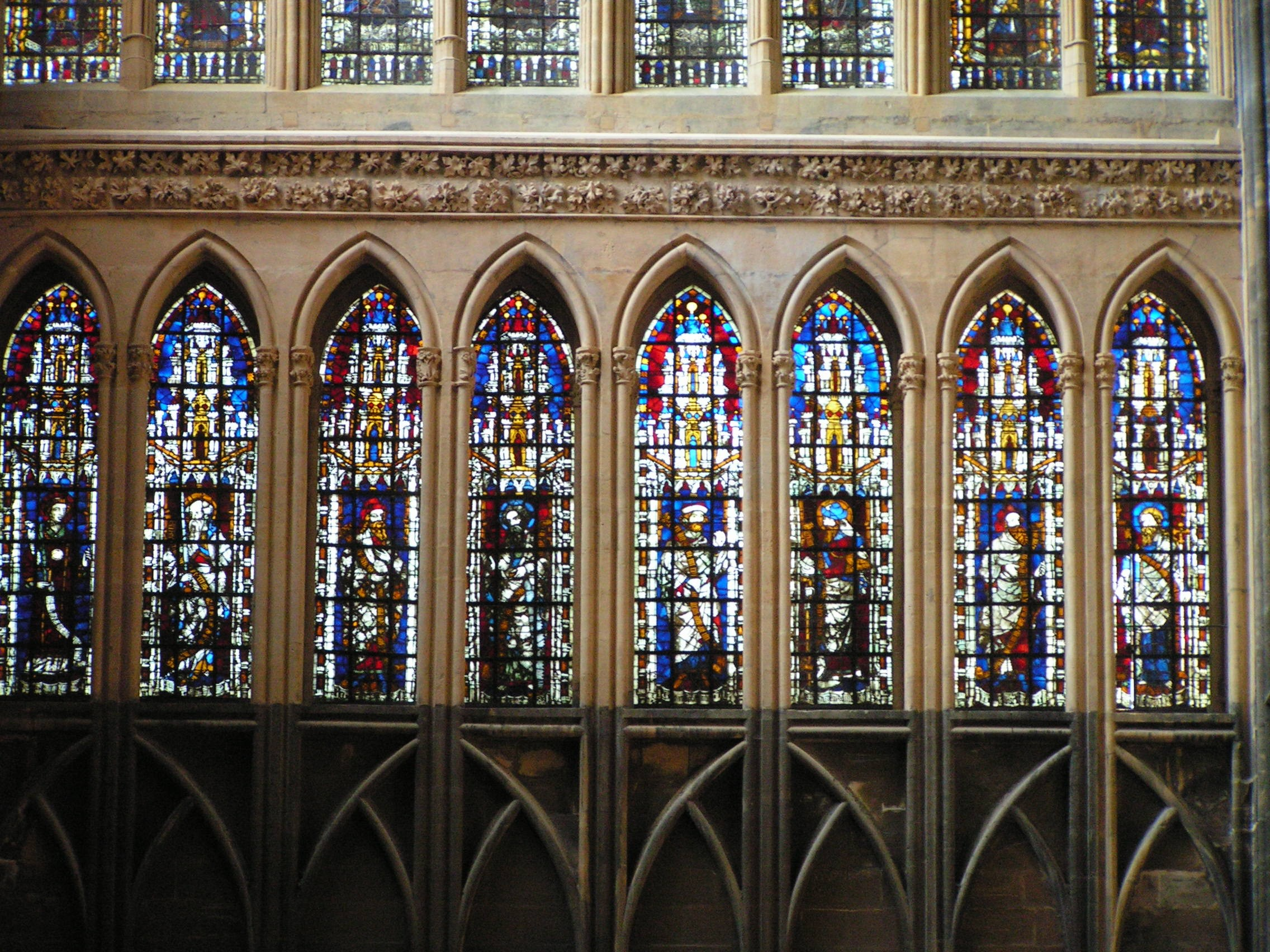
Zoom sur le triforium intégré dans la baie

Le programme iconographique de la partie inférieure de cet ensemble se poursuit avec des personnages de l’Ancien et du Nouveau Testament. Il se développe sur deux rangs de huit lancettes, les deux baies de chaque extrémité du registre supérieur étant plus hautes que les autres. Les barlotières utilisées sont orthogonales, type d’assemblage commun depuis le XIIe siècle. Tous les panneaux présentent des figures en pied, placées sous des dais architecturaux. Les architectures, idéalisées avec des pinacles d’or, sont toutes identiques et se découpent alternativement sur des fonds bleus et des fonds rouges. Larges de 1,20 mètre, tous les panneaux mesurent 4,25 mètres, à l’exception des panneaux latéraux du registre supérieur qui mesurent 6,55 mètres. Apôtres et prophètes sont réunis deux à deux. Tous les personnages sont désignés par leur nom, et portent un phylactère : les inscriptions d’origine sont en lettres minuscules gothiques, celles du XVIe siècle sont en lettres majuscules romaines. Les banderoles brun-orangé portent des lettres dorées, alors que les blanches portent des lettres noires. Ces inscriptions ont été relevées par l’abbé Foedit, avant la restauration de 1909.
- Le premier panneau, en bas à gauche, présente saint Étienne sur un fond bleu, désigné par : « Sanctus Stephanus, protomartyr ». Il est tourné légèrement vers le personnage suivant. Nimbé de rouge, comme sa dalmatique à galons dorés, il tient un livre et la palme du martyre dans la main droite, et lève l’autre main vers la Crucifixion. Sur l’épaule droite, une banderole indique : « Ecce video celos apertos et ihm Jesum stantem a dextris virtutis Dei » [Actes des Apôtres VII, 55]. Dans ce panneau, restauré en 1588, comme ceux du prophète Daniel et de saint Simon, les couleurs sont plus sourdes.
- En vis-à-vis, « Sanctus Paulus Apostolus », l’apôtre Paul est ceint, comme les autres apôtres d’un nimbe doré sur un fond rouge. Représenté sous les traits d’un vieil homme barbu, au front dégarni et aux cheveux blanc, il porte un manteau blanc à revers bleu, sur une robe jaune. Arborant l’épée de son martyre, il tient dans la main gauche le livre des Épîtres. Il semble prêcher, pieds nus, comme le veut la tradition. Sur la banderole brune, de son bras droit, est inscrit : « Scio cui oredidi et certus fui(?) quia potens est depositum meum servare » [II Épître à Thimothée I, 12].
- Dans le troisième panneau, nous trouvons le prophète Daniel, désigné par une inscription remontée dans un ordre singulier : « pro-Daniel-heta ». Tournant le dos à saint Paul, il porte un manteau blanc à revers or, sur une robe rouge. Comme les autres personnages de l’Ancien Testament, Daniel n’a pas de nimbe. Il porte un bonnet rouge, une longue barbe, et tient une banderole brune portant l’inscription : « Domine declinavimus a mandatis tuis » [Daniel IX, 5].
- « Sanctus Simon Apostolus » identifie le quatrième personnage : saint Simon. Nimbé de bleu, sur fond rouge, se tourne vers le précédent. Son visage est encadré par de longs cheveux, et une barbe blanche, de la couleur de son manteau à revers bleu ciel. Saint Simon pointe sa main droite vers la crucifixion, et tient de l’autre une grande scie jaune. La banderole enroulée autour de son bras gauche précise : « Remissionem peccatorum » [10e article du Symbole]. Ce panneau fut restauré abondamment au XVIe siècle.
- Le prophète Jacob, désigné par « Jacob pret. », se détache sur un fond bleu. Un bonnet blanc coiffe ses cheveux blonds, courts et bouclés, comme sa barbe. Il est drapé d’un manteau blanc à revers rouge, couvrant une robe bleue. Son phylactère indique : « Ascendisti fili mi requiescens accubuisti » [Genèse XLIX, 4].
- Saint Jacques le Majeur, « Sanctus Jabobus Major », lui fait face sur un fond rouge. Son visage barbu est ceint d’un nimbe doré. Le frère de Jean est représenté comme les pèlerins de Saint-Jacques-de-Compostelle, son lieu de sépulture : il porte sur sa coiffe la fameuse coquille, insigne des pèlerins depuis le XIIe siècle. Drapé d’un manteau blanc à revers bleu, sur une robe rouge, il porte une besace jaune à sa taille. Saint Jacques s’appuie d’une main sur un grand bourdon doré, et de l’autre montre la coquille de Galice. Son phylactère précise : « Ascendit ad celos sedet ad dexteram Dei partis omni potentis » [6e article du Symbole].
- Le panneau suivant présente le prophète Jöel, désigné par ces bribes d’inscription : « prop-Joel-heta ». Il se détache sur un fond bleu, tourné de trois-quarts vers le personnage suivant. Son visage est encadré par une barbe, et un bonnet rouge, d’où émergent des boucles blondes. Jöel est vêtu d’une robe rouge, sur laquelle il porte un manteau blanc étoilé. Son phylactère indique : « Consurgant et descendant gentes in valle Josaphat: quia i bi sedebo ut iudicem omnes gentes » [Jöel IV, 12].
- Le dernier personnage du registre inférieur, désigné en latin par « Sanctus Philippus apostolus » est donc l’apôtre Philippe. Ses longs cheveux et sa barbe blonde, qui illuminent un visage ceint d’un nimbe bleu ciel, se détachent vivement sur le fond rouge. Son manteau blanc à revers vert couvre une robe de couleur bleue. Serrant un livre à reliure bleue dans la main droite, il tient dans la gauche la hampe d’ivoire d’une croix d’or. La banderole s’enroulant autour de lui indique : « Inde venturus est Iudicare vivos et mortuos » [7e article du Symbole].

## Registre inférieur
Les vitraux du registre inférieur ont été déplacés au moment de la construction du premier grand portail, en 1764, de Jacques-François Blondel. Il ne reste en place qu'un registre aveugle. 
Le programme iconographique a été modifié à la suite de la décision de construire un nouveau portail. Des 24 grandes figures qui s'y trouvaient initialement, 16 subsistent. Les deux verrières qui se trouvent aujourd'hui au musée lorrain, faisaient partie de la verrière et représentent des rois mages,.

## Galerie

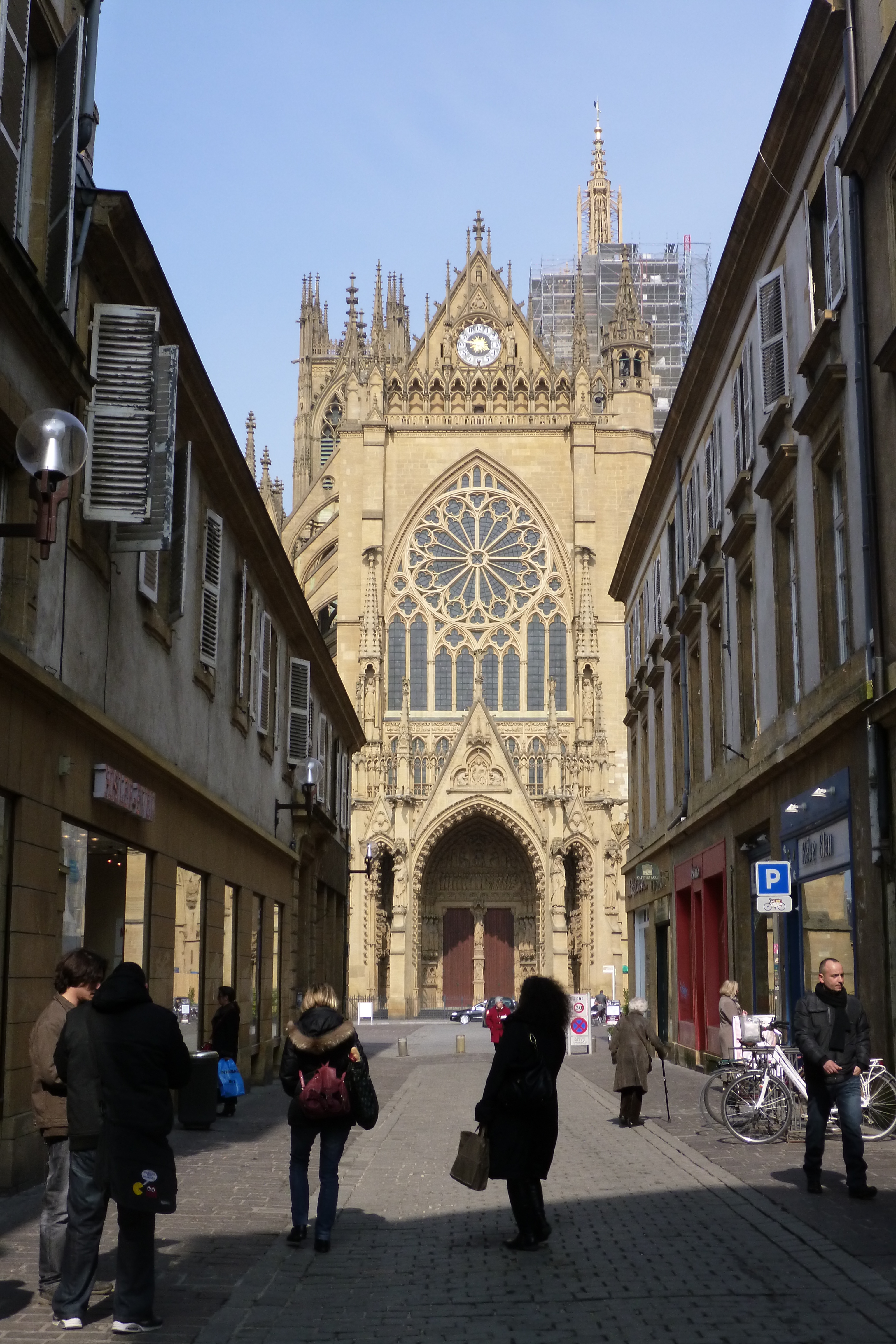
Vue de l'extérieur
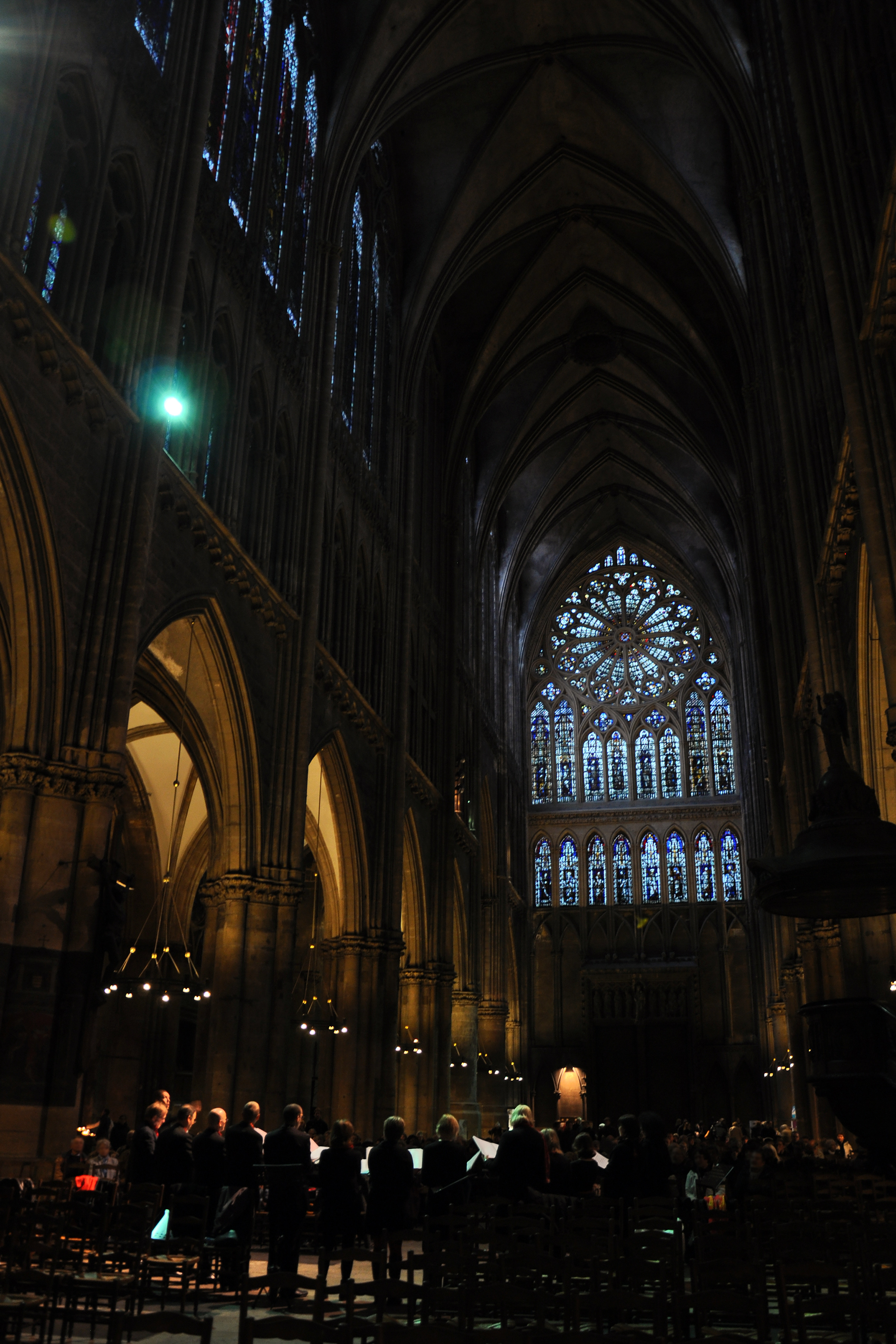
Vue en soirée
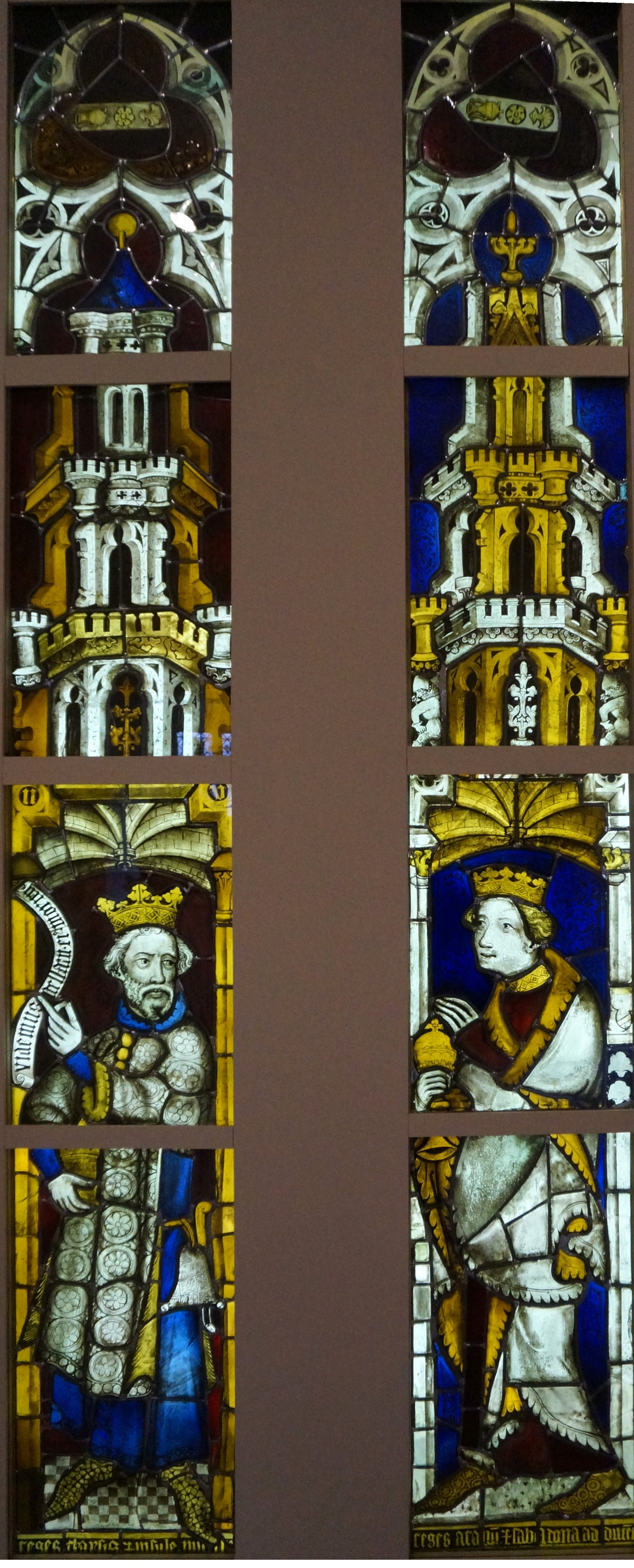
Vitraux des rois Mages du Musée lorrain

## Conclusion
Malgré six siècles d’intempéries, le goût iconoclaste de nos aïeux à certaines époques, et plusieurs guerres, l’ensemble de la verrière est compréhensible pour l’essentiel. La mutilation du XVIIIe siècle et les nombreuses restaurations successives n’ont pas dénaturé fondamentalement le sens du programme iconographique. La conception est à la fois simple et cohérente : elle repose sur la continuité, entre l’Ancien et le Nouveau Testament, du sacrifice rédempteur. Ceci explique l’alternance des prophètes et des apôtres, enrichie par la présence, dans le registre inférieur, de saint Paul et de saint Étienne. La scène de la crucifixion constitue donc, au propre comme au figuré, le point culminant de ce programme iconographique.
Il semble que le style d’Hermann de Münster soit à rattacher au contexte Westphalien. Son œuvre est proche en particulier de celle du maître d’Altenberg de l’église abbatiale d’Altenberg, près de Münster. Chez ce maître, nous retrouvons le même type de figures, avec néanmoins plus de rigidité, et moins d’expressivité. Les personnages de la partie inférieure de la verrière, aux poses souples, richement vêtus, se tiennent dans des niches particulièrement colorées. L’emploi de verres plus épais, aux tons plus soutenus qu’en France, loin d’être un archaïsme, témoigne encore de cette influence rhénane.